# Hydrocolus filiolus
Hydrocolus filiolus là một loài bọ cánh cứng trong họ Bọ nước. Loài này được Fall miêu tả khoa học năm 1923.